# Периодат натрия
Периодат натрия — неорганическое соединение, соль щелочного металла натрия и иодной кислоты с формулой NaIO4, бесцветные кристаллы, растворимые в воде, образует кристаллогидрат.

## Получение
- Электролиз иодата натрия в кислой среде:

{\displaystyle {\mathsf {NaIO_{3}+H_{2}O\ {\xrightarrow {e^{-}}}\ NaIO_{4}+H_{2}}}}
- Реакция дигидроортопериодата натрия с азотной кислотой при комнатной температуре:

{\displaystyle {\mathsf {Na_{3}H_{2}IO_{6}+2HNO_{3}\ {\xrightarrow {20^{o}C}}\ NaIO_{4}+2NaNO_{3}+2H_{2}O}}}

## Физические свойства
Периодат натрия образует бесцветные кристаллы тетрагональной сингонии, пространственная группа I 41/a, параметры ячейки a = 0,5322 нм, c = 1,193 нм, Z = 4.
Хорошо растворим в воде с частичным изменением аниона.
Образует кристаллогидрат состава NaIO4•3H2O.

## Химические свойства
- Безводную соль получают сушкой кристаллогидрата в вакууме:

{\displaystyle {\mathsf {NaIO_{4}\cdot 3H_{2}O\ {\xrightarrow {110^{o}C,vacuum}}\ NaIO_{4}+3H_{2}O}}}
- При нагревании на воздухе кристаллогидрат разлагается:

{\displaystyle {\mathsf {2(NaIO_{4}\cdot 3H_{2}O)\ {\xrightarrow {175^{o}C}}\ 2NaIO_{3}+O_{2}+6H_{2}O}}}
- Разлагается при нагревании:

{\displaystyle {\mathsf {2NaIO_{4}\ {\xrightarrow {300-325^{o}C}}\ 2NaIO_{3}+O_{2}}}}
- При охлаждении насыщенного водного раствора выпадает кристаллогидрат кислого тетрагидроортопериодата натрия:

{\displaystyle {\mathsf {NaIO_{4}+3H_{2}O\ {\xrightarrow {0-10^{o}C}}\ NaH_{4}IO_{6}\cdot H_{2}O\downarrow }}}
- В водных растворах периодат-ион претерпевает обратимые изменения:

{\displaystyle {\mathsf {IO_{4}^{-}+3H_{2}O\ \rightleftarrows \ H_{3}IO_{6}^{2-}+H_{3}O^{+}\ \ \ \ \ pK=9,73}}}
{\displaystyle {\mathsf {IO_{4}^{-}+2H_{2}O\ \rightleftarrows \ HIO_{5}^{2-}+H_{3}O^{+}\ \ \ \ \ \ pK=1,43}}}
- Реагирует с горячей азотной кислотой с образованием ортоиодной кислоты:

{\displaystyle {\mathsf {NaIO_{4}+HNO_{3}+2H_{2}O\ {\xrightarrow {80^{o}C}}\ H_{5}IO_{6}+NaNO_{3}}}}
- Реагирует с разбавленным гидроксидом натрия с образованием дигидроортопериодата натрия:

{\displaystyle {\mathsf {NaIO_{4}+2NaOH\ {\xrightarrow {}}\ Na_{3}H_{2}IO_{6}\downarrow }}}
- Является сильным окислителем в кислой среде:

{\displaystyle {\mathsf {5NaIO_{4}+2MnSO_{4}+3H_{2}O\ {\xrightarrow {}}\ 2HMnO_{4}+5NaIO_{3}+2H_{2}SO_{4}}}}
- Вступает в обменные реакции с нитратами других щелочных металлов:

{\displaystyle {\mathsf {NaIO_{4}+KNO_{3}\ {\xrightarrow {}}\ KIO_{4}\downarrow +NaNO_{3}}}}
- При спекании с оксидом натрия образует ортопериодат натрия:

{\displaystyle {\mathsf {NaIO_{4}+2Na_{2}O\ {\xrightarrow {}}\ Na_{5}IO_{6}}}}